# Gorzkowice (gmina)
Pour les articles homonymes, voir Gorzkowice.
Gorzkowice est une gmina rurale (gmina wiejska) du powiat de Piotrków, dans la Voïvodie de Łódź, dans le centre de la Pologne.
Son siège administratif (chef-lieu) est le village de Gorzkowice, qui se situe environ 22 kilomètres (km) au sud de Piotrków Trybunalski (siège du powiat) et 64 kilomètres au sud de la capitale régionale Łódź (capitale de la voïvodie).
La gmina couvre une superficie de 102,29 km2 pour une population de 8 631 habitants en 2006.

## Géographie

Position de la gmina dans le powiat

La gmina inclut les villages de:
- Białek
- Borzęcin
- Bujnice
- Bujnice ZR
- Bujniczki
- Bukowina
- Cieszanowice
- Czerno
- Daniszewice
- Góry Rdułtowskie
- Gorzędów-Kolonia
- Gorzkowice
- Gorzkowiczki
- Gościnna
- Grabostów
- Grabowiec
- Jadwinów
- Józefina
- Kamienny Most
- Kolonia Bujnice
- Kolonia Kotków
- Kolonia Krzemieniewice
- Kolonia Plucice
- Kolonia Żuchowice
- Komorniki
- Kopanina
- Kotków
- Krosno
- Krosno-Biadów, Krosno-Bugaj
- Krosno-Dąbrowy
- Krosno-Huby
- Krosno-Ludwików
- Krzemieniewice
- Marianek
- Pieńki Gorzkowskie
- Pieńki Stolarskie
- Plucice
- Poręba Sobaków
- Porosło
- Rdułtowice
- Rogów
- Ryszardów
- Sobaków
- Sobakówek
- Sosnowiec
- Szczepanowice
- Szczukocice
- Wilkoszewice
- Wola Kotkowska
- Żuchowice

### Gminy voisines
La gmina de Gorzkowice est voisine des gminy suivantes :
- Gomunice
- Kamieńsk
- Kodrąb
- Łęki Szlacheckie
- Masłowice
- Rozprza

## Administration
De 1975 à 1998, la gmina était attachée administrativement à l'ancienne voïvodie de Piotrków.

Depuis 1999, elle fait partie de la nouvelle voïvodie de Łódź.

## Structure du terrain
D'après les données de 2007, la superficie de la commune de Gorzkowice est de 102,29 kilomètres carrés, répartis comme telle :
- terres agricoles : 76 %
- forêts : 15 %

La commune représente 7,15 % de la superficie du powiat.

## Démographie
Données du 31 décembre 2007 :
| Description        | Total  | Total | Femmes | Femmes | Hommes | Hommes |
| ------------------ | ------ | ----- | ------ | ------ | ------ | ------ |
| Unité              | Nombre | %     | Nombre | %      | Nombre | %      |
| Population         | 8 649  | 100   | 4 365  | 50,5   | 4 284  | 49,5   |
| Densité (hab./km²) | 85     | 85    | 43     | 43     | 42     | 42     |